# Spirodecospora melnikii
Spirodecospora melnikii är en svampart som först beskrevs av Lar.N. Vassiljeva, och fick sitt nu gällande namn av K.D. Hyde & Melnik 2003. Spirodecospora melnikii ingår i släktet Spirodecospora och familjen kolkärnsvampar.   Inga underarter finns listade i Catalogue of Life.